# Eriocottis
Eriocottis é um gênero de mariposa pertencente à família Acrolophidae.